# (32622) Yuewaichun
(32622) Yuewaichun est un astéroïde de la ceinture principale.

## Description
(32622) Yuewaichun 余惠俊 est un astéroïde de la ceinture principale d'astéroïdes. Il fut découvert le 11 septembre 2001 à l'observatoire Desert Eagle par William Kwong Yu Yeung. Il présente une orbite caractérisée par un demi-grand axe de 2,25 UA, une excentricité de 0,13 et une inclinaison de 3,1° par rapport à l'écliptique.